# Distretto di Dongshan (Tainan)
Il distretto di Dongshan (東山區S, Dōngshān QūP) è un distretto della città di Tainan, situata a Taiwan.